# Tipula (Lunatipula) oorschotorum
Tipula (Lunatipula) oorschotorum is een tweevleugelige uit de familie langpootmuggen (Tipulidae). De soort komt voor in het Palearctisch gebied.